# مجتمع كرانبروك التعليمي
مجتمع كرانبروك التعليمي هو مجمع تعليمي وبحثي ومتحف عام في بلومفيلد هيلز بولاية ميشيغان . تأسس هذا المعلم التاريخي الوطني في أوائل القرن العشرين على يد القطب الصحفي جورج غوف بوث . و يتتألف المجتمع التعليمي من مدارس كرانبروك وأكاديمية كرانبروك للفنون ومتحف كرانبروك للفنون ومعهد كرانبروك للعلوم ومنزل وحدائق كرانبروك . قام المؤسسون أيضًا ببناء كنيسة المسيح كرانبروك كنقطة محورية لخدمة المجمع التعليمي. ومع ذلك ، فإن الكنيسة هي كيان منفصل تحت أبرشية الأسقفية في ميشيغان . مترامي الأطراف 319 أكر (1,290,000 م2) بدأ الحرم الجامعي بمساحه 174 أكر (700,000 م2) من مزرعة تم شراؤها عام 1904. تأخذ المنظمة اسمها من كرانبروك ، إنجلترا ، مسقط رأس والد المؤسس.
تشتهر كرانبروك بهندستها المعمارية في أساليب الفنون والحرف والفن الزخرفي . كان المهندس المعماري الرئيسي إلييل سآرينن بينما كان ألبرت كان مسؤولاً عن قصر بووث. أمضى النحاتان كارل ميلز ومارشال فريدريكس أيضًا سنوات عديدة في الإقامة في كرانبروك.

## روابط خارجية
- الموقع الرسمي
- الجدول الزمني للسياق التاريخي لمجتمع كرانبروك التعليمي
- التصميم في أمريكا : رؤية كرانبروك ، 1925-1950 من متحف متروبوليتان للفنون